# Unterthingau
Unterthingau è un comune tedesco di 2 737 abitanti, situato nel land della Baviera.